# مقاطعة هري بور
مقاطعة هري بور (بالبشتوية: هریپور ولسوالۍ)‏؛ (بالأردوية: ضلع ہری پور)‏ هي منطقة في إقليم خيبر بختونخوا، باكستان. مركزها مدينة هري بور، تأسست البلدة في عام 1822 على يد هاري سينغ نالوا، القائد العام لجيش رانجيت سينغ. قبل أن تصبح مقاطعة في عام 1991.